# Ética en la inteligencia artificial
La ética en la inteligencia artificial es una rama de la ética dirigida a la existencia de robots inteligentes o cualquier otro ente que posea inteligencia artificial. La posibilidad de crear máquinas pensantes plantea una serie de cuestiones éticas que abarcan diferentes puntos, tanto que las máquinas no lastimen a seres humanos o seres vivos en general, como el estatus moral propio de la máquina.
Por lo general está dividido en roboética, la preocupación por el comportamiento moral de los seres humanos a medida que diseñan, construyen, usan y tratan a seres de inteligencia artificial, y la ética de las máquinas, que es la preocupación por el comportamiento moral de los agentes morales artificiales (en inglés AMAs).
Los pensadores en la actualidad están preocupados por el desarrollo de conciencia en la inteligencia artificial, aunque no necesariamente están enfocados a lo importante, debemos entender que desarrollar conciencia en robots no es lo mismo que darles las funciones para realizar acciones contraproducentes. La parte delicada es de qué forma se va a incluir la ética en la inteligencia artificial.
Tomemos  un robot programado para producir a toda costa clips de papel, lo que podría llevarlo a buscar el control del mundo para obtener los recursos para cumplir su meta: en realidad el robot no es malvado, solamente que su sistema esta programado para funcionar con éticas altamente desarrolladas o simplemente bastante avanzada por lo que lleva al primer dispositivo más avanzado es el único en todo el mundo

## Inteligencia artificial específica de dominio
La inteligencia artificial específica de dominio es aquella que se enfoca en la realización de algoritmos que son destinados a resolver solo una tarea específica. Aunque estos algoritmos generalmente son más eficientes que los humanos a la hora de desempeñar la tarea, no tienen un rango de ejecución más allá de la razón por la que fueron programados. Es decir, si se desarrolla un algoritmo para construir casas, este solo podrá construir casas, mientras que un humano puede tener un rango más amplio de habilidades.
Día a día, la aplicación de algoritmos inteligentes se vuelve más común y de estos pueden surgir problemas éticos o raciales, sobre todo cuando el algoritmo se utiliza para realizar una acción social que antes ejercía un humano. Dado lo anterior, es muy importante implementar una transparencia en el código para saber qué fallas están siendo cometidas. Otra precaución importante es elaborar una seguridad sólida sobre la máquina para así evitar manipulaciones externas del código que puedan resultar en daños a otras personas o industrias.
Una máquina debería seguir los mismos lineamientos que son requeridos de una persona al hacer su trabajo, como responsabilidad, transparencia, productividad e incorruptibilidad. Estos aspectos deben ser tomados en cuenta si la máquina o el algoritmo es planeado para desempeñar una tarea que antes era ejecutada por un ser humano.

## Inteligencia artificial general
Esta inteligencia, a diferencia de la anterior, posee un rango de habilidades más amplio al dejar de concentrarse en un campo específico; sin embargo, el problema ético de diseñar entes con unos rangos de dominio más amplios, es que hay una cantidad mayor significativa de probables problemas.
Para poder asegurar un comportamiento seguro de la máquina ante problemas que ni siquiera los desarrolladores prevén, es necesario plantear una buena conducta en términos de X de tal forma que la consecuencia de X no resulte dañina para los humanos. Esta especificación solamente es efectiva si la máquina puede, de manera explícita, extrapolar las consecuencias de su comportamiento. Por ejemplo, una licuadora no puede extrapolar las consecuencias de licuar algo.
Generalmente, la ética en la inteligencia artificial difiere de los otros ámbitos de la ética en que el comportamiento de la inteligencia artificial puede no ser predecible, por lo que el verificar la seguridad del sistema representa una investigación muy difícil, al tener que indagar lo que la máquina está tratando de hacer. Es por ello que la cognición ética debe ser un tema tratado entre las comunidades de ingeniería.

## Ética del robot
El término "ética del robot" ("roboética") se refiere a la moralidad de cómo los humanos diseñan, construyen y usan robots y otros seres artificialmente inteligentes. Considera cómo pueden los seres artificialmente inteligentes dañar a los humanos y cómo podemos beneficiarnos de ellos.

## Sesgos en los sistemas IA
La IA es cada vez más inherente a los sistemas de reconocimiento facial y reconocimiento de voz. Algunos de estos sistemas tienen aplicaciones empresariales reales y afectan directamente a las personas. Estos sistemas son vulnerables a sesgos y errores introducidos por sus creadores humanos. Además, los propios datos utilizados para entrenar estos sistemas de IA pueden tener sesgos. Por ejemplo, los algoritmos de reconocimiento facial fabricados por Microsoft, IBM y Face++ tenían sesgos a la hora de detectar el sexo de las personas; estos sistemas de IA eran capaces de detectar el sexo de los hombres blancos con más precisión que el de los hombres de piel más oscura. Además, en un estudio realizado en 2020 en el que se revisaron los sistemas de reconocimiento de voz de Amazon, Apple, Google, IBM y Microsoft, se descubrió que tenían mayores tasas de error al transcribir las voces de personas negras que las de personas blancas. Además, Amazon puso fin a su uso de la IA en la contratación y el reclutamiento porque el algoritmo favorecía a los candidatos masculinos frente a los femeninos. Esto se debió a que el sistema de Amazon se entrenó con datos recogidos durante un periodo de 10 años que procedían en su mayoría de candidatos masculinos.
El sesgo puede introducirse en los algoritmos de muchas maneras. La opinión más predominante sobre cómo se introduce el sesgo en los sistemas de IA es que está incrustado en los datos históricos utilizados para entrenar el sistema. Por ejemplo, la herramienta de contratación de Amazon basada en IA se entrenó con sus propios datos de contratación acumulados a lo largo de los años, durante los cuales los candidatos que conseguían el trabajo eran en su mayoría hombres blancos. En consecuencia, los algoritmos aprendieron el patrón (sesgado) de los datos históricos y generaron predicciones para el presente/futuro de que este tipo de candidatos son los más propensos a conseguir el trabajo. Por lo tanto, las decisiones de contratación tomadas por el sistema de IA resultaron estar sesgadas en contra de las candidatas mujeres y candidatos pertenecientes a minorías. Friedman y Nissenbaum identifican tres categorías de sesgo en los sistemas informáticos: sesgo existente, sesgo técnico y sesgo emergente. En el procesamiento del lenguaje natural, los problemas pueden surgir del corpus lingüístico, el material fuente que utiliza el algoritmo para aprender sobre las relaciones entre las distintas palabras.
Grandes empresas como IBM, Google, etc. se han esforzado por investigar y abordar estos sesgos. Una solución para abordar los sesgos es crear documentación para los datos utilizados para entrenar los sistemas de IA. La minería de procesos puede ser una herramienta importante para que las organizaciones logren el cumplimiento de las normativas propuestas sobre IA mediante la identificación de errores, la supervisión de procesos, la identificación de posibles causas raíz de una ejecución incorrecta y otras funciones.
Es probable que el problema del sesgo en el aprendizaje automático se haga más significativo a medida que la tecnología se extienda a áreas críticas como la medicina y el derecho, y a medida que más personas sin un profundo conocimiento técnico se encarguen de desplegarla. Algunos expertos advierten de que el sesgo algorítmico ya está omnipresente en muchas industrias y que casi nadie se esfuerza por identificarlo o corregirlo. Existen algunas herramientas de código abierto creadas por sociedades civiles que pretenden concienciar sobre la IA sesgada.

## Derechos de robot
"Derechos de robot" es el concepto de las obligaciones morales que las personas deberían hacia sus máquinas, de forma similar a los derechos humanos o los derechos de los animales. Se ha sugerido que los derechos de los robots, como el derecho a existir y llevar a cabo su propia misión, podrían estar vinculados al deber de los robots de servir a los humanos, por analogía con vincular los derechos humanos con los deberes humanos ante la sociedad. Entre estos derechos se podrían incluir el derecho a la vida y la libertad, libertad de pensamiento y expresión e igualdad ante la ley. La cuestión ha sido examinada por el Instituto para el Futuro y por el Departamento de Comercio e Industria de los Estados Unidos.
Los expertos no están de acuerdo en si se conseguirán establecer leyes específicas y detalladas en un futuro lejano. Glenn McGee sugiere que robots suficientemente humanoides pueden aparecer en 2020. Ray Kurzweil establece esta fecha en el 2029. Otro grupo de científicos que se reunieron en 2007 supuso que al menos 50 años tenían que pasar antes de que existiera un sistema suficientemente avanzado.
En octubre de 2017, se otorgó la ciudadanía a la androide Sophia en Arabia Saudí, aunque algunos observadores consideraron que se trataba más de un truco publicitario que de un reconocimiento legal significativo.

## Sufrimiento Artificial
En 2020, el profesor Shimon Edelman indicó que, a pesar de algunas excepciones, solo un pequeño porcentaje de las personas que investigaban el campo de la ética en la inteligencia artificial abordaba la posibilidad de que las inteligencias artificiales experimentaran sufrimiento, a pesar de la existencia de teorías que esbozaban las posibles formas mediante las cuales los sistemas de IA pudieran llegar a ser conscientes, como la teoría de la información integrada. Edelman destacó a Thomas Metzinger, quien había solicitado en 2018 una moratoria global en lo referente a los riesgos de crear sistemas de IA conscientes, como una de estas excepciones. Dicha moratoria debía extenderse hasta 2050 y podría llegar a ser ampliada o derogada de manera anticipada, dependiendo del progreso realizado en el entendimiento de los riesgos que pudieran generarse y como mitigarlos. Metzinger repitió este argumento en 2021, destacando los riesgos de generar una denominada "explosion de sufrimiento artificial" provocada por dos principales posibilidades. En primer lugar, la de que los sistemas de IA sufrieran de una manera intensa ajena al entendimiento humano, y en segundo,  por la de la creación de enormes cantidades de instancias conscientes artificiales por parte de los procesos de replicación.
Son varios los laboratorios que han declarado abiertamente estar intentando desarrollar sistemas de IA conscientes. Ha habido informes de personas con acceso a IAs que no están intencionadas para tales fines que informan de la posibilidad de que haya emergido conciencia en las mismas de forma involuntaria. Entre ellas se encuentra el fundador de OpenAI, Ilya Sutskever, que en febrero de 2022 escribió que las grandes redes neuronales actuales podrían ser "ligeramente conscientes". Por otro lado, David Chalmers, argumentó en noviembre de 2022 que era poco probable que los grandes modelos de lenguaje actuales, como GPT-3, hubieran experimentado conciencia, pero también consideró que existe una seria posibilidad de que puedan volverse conscientes en el futuro.

## Responsabilidad en los vehículos autónomos
A medida que el uso generalizado de los coches autónomos se vuelve cada vez más inminente, se deben abordar nuevos desafíos planteados por los vehículos completamente autónomos. Es común encontrar noticias o debates sobre la responsabilidad legal, en caso de que dichos automóviles tengan accidentes. En un informe en el que un automóvil sin conductor atropelló a un peatón, el conductor estaba dentro del automóvil, pero los controles estaban completamente en manos del vehículo. Esto llevó a un dilema sobre quién fue responsable del accidente.
En otro incidente el 18 de marzo de 2018, Elaine Herzberg falleció tras ser atropellada por un Uber autónomo en Arizona. En este caso, el automóvil automatizado era capaz de detectar automóviles y ciertos obstáculos para navegar autónomamente por la carretera, pero no podía anticipar a un peatón en medio de la vía. Esto planteó la pregunta de quién debería ser considerado responsable de su muerte: el conductor, el peatón, la compañía de automóviles o el gobierno.
Estas situaciones son más habituales en las pruebas que realizan los científicos, que buscan la mejor manera de afrontar este dilema, conocido como el dilema del tranvía, un problema ético hipotético que presenta la elección entre sacrificar la vida de una o varias personas para salvar la de otras. Trasladar estos conocimientos a una máquina para que decida a quien salvar supone un desafío para los investigadores, ya que para ello necesitarían dotar a la inteligencia artificial de cierta moralidad para que pueda deliberar su respuesta.
Las compañías fabricantes de estos vehículos evitan ser los responsables en dar una solución ante este tipo de dilemas, la opción de quitar la vida a los peatones a cambio de proteger la del conductor o la de preferir salvar a los peatones a cambio de sacrificar al dueño del vehículo, provocaría controversia y problemas a la compañía. Por ello, optan por una vía general tal y como han declarado algunos desarrolladores de estos proyectos tecnológicos como Andrew Chatham, ingeniero de Google, que en 2018 expresó que la única opción sobre la mesa, es bloquear por completo los frenos del coche y no decidir nada respecto a las vidas de las personas implicadas en el accidente.
Actualmente, los autos autónomos se consideran semiautónomos, requiriendo que el conductor preste atención y esté preparado para tomar el control si es necesario. Por lo tanto, corresponde a los gobiernos regular al conductor que se apoya en exceso en las funciones autónomas, así como educarlos de que estas son solo tecnologías que, si bien son convenientes, no son un sustituto completo. Antes de que los autos autónomos se utilicen ampliamente, estos problemas deben abordarse a través de nuevas políticas.

## Ética de la máquina
La ética de la máquina (o la moral de la máquina) es el campo de investigación relacionado con el diseño de Agentes morales artificiales (AMA), robots o máquinas artificialmente inteligentes que se comportan moralmente o como si lo fuesen.
Isaac Asimov consideró el problema en la década de 1950 en su I, Robot. Ante la insistencia de su editor John W. Campbell Jr., propuso las Tres Leyes de la Robótica para gobernar sistemas artificialmente inteligentes. Después gran parte de su trabajo consistió en ir probando los límites de sus tres leyes para ver dónde se descompondrían, o dónde crearían una conducta paradójica o imprevista. Su trabajo sugiere que ningún conjunto de leyes fijas puede anticipar suficientemente todas las circunstancias posibles.
En 2009, durante un experimento en el Laboratorio de Sistemas Inteligentes en la Ecole Polytechnique Fédérale de Lausanne en Suiza, robots programados para cooperar entre sí (en la búsqueda de un recurso beneficioso y evitar uno venenoso) finalmente aprendieron a mentir al otro, en un intento de acumular el recurso beneficioso. Un problema en este caso puede haber sido que los objetivos eran "terminales" (es decir, en contraste, los motivos humanos últimos típicamente tienen la cualidad de requerir un aprendizaje interminable).
Algunos expertos y académicos han cuestionado el uso de robots para el combate militar, especialmente cuando dichos robots reciben cierto grado de funciones autónomas. La Marina de los EE. UU. Ha financiado un informe que indica que a medida que los robots militares se vuelven más complejos, debería prestarse mayor atención a las implicaciones de su capacidad para tomar decisiones autónomas. El presidente de la Asociación para el Avance de la Inteligencia Artificial ha encargado un estudio para analizar este tema. Apuntan a programas como el Dispositivo de Adquisición de Idioma que puede emular la interacción humana.
Vernor Vinge ha sugerido que puede llegar un momento en que algunas máquinas sean más inteligentes que los humanos. Él llama a esto "la Singularidad". Sugiere que puede ser algo muy peligroso para los humanos. Esto es discutido por una filosofía llamada Singularitarianismo. El Instituto de Investigación de Inteligencia Artificial ha sugerido la necesidad de construir “IA Amigable", lo que significa que los avances que ya están ocurriendo con la IA también deberían incluir un esfuerzo para hacer que la IA sea intrínsecamente amigable y humana.
En 2009, académicos y expertos técnicos asistieron a una conferencia organizada por la Asociación para el Avance de la Inteligencia Artificial para discutir el impacto potencial de los robots y las computadoras y el impacto de la posibilidad hipotética de que pudieran ser autosuficientes y capaces de tomar sus propias decisiones. Discutieron la posibilidad y el grado en que las computadoras y los robots podrían ser capaces de adquirir cualquier nivel de autonomía, y en qué medida podrían usar tales habilidades para posiblemente representar una amenaza o peligro. Observaron que algunas máquinas han adquirido diversas formas de semiautonomía, incluyendo la posibilidad de encontrar fuentes de energía por sí mismas y poder elegir de forma independiente objetivos para atacar con armas. También señalaron que algunos virus informáticos pueden evadir la eliminación y han logrado la "inteligencia de cucarachas". Señalaron que la autoconciencia tal como se representa en la ciencia ficción es probablemente poco probable, pero que hay otros peligros potenciales.
Sin embargo, hay una tecnología en particular que realmente podría traer la posibilidad de robots con competencia moral real. En un documento sobre la adquisición de valores morales por los robots, Nayef Al-Rodhan menciona el caso de los chips neuromórficos, que apuntan a procesar información similar a la de los humanos, de forma no lineal y con millones de neuronas artificiales interconectadas. Los robots integrados con tecnología neuromórfica podrían aprender y desarrollar conocimiento de una manera única y humana. Inevitablemente, esto plantea la cuestión del entorno en el que tales robots aprenderían sobre el mundo y cuya moralidad heredarían, o si también acabarían desarrollando "debilidades" humanas: egoísmo, actitud de supervivencia, vacilación, etc.
En Moral Machines: Enseñar Robots desde el Mal, Wendell Wallach y Colin Allen concluyen que los intentos de enseñar a los robots a distinguir entre el bien y el mal probablemente mejorarán la comprensión de la ética humana motivando a los humanos a abordar las lagunas en la teoría normativa moderna y proporcionando una plataforma para investigación experimental. Como un ejemplo, ha introducido a los especialistas en ética normativa al tema controvertido de qué algoritmos específicos de aprendizaje usar en las máquinas. Nick Bostrom y Eliezer Yudkowsky han abogado por árboles de decisión (como ID3) sobre redes neuronales y algoritmos genéticos sobre la base de que los árboles de decisión obedecen las normas sociales modernas de transparencia y predictibilidad (p. Ej. Stare decisis), mientras Chris Santos-Lang argumentó en la dirección opuesta sobre la base de que se debe permitir que las normas de cualquier edad cambien y que la falta natural de satisfacer plenamente estas normas particulares ha sido esencial para hacer que los humanos sean menos vulnerables a los "hackers" criminales.

## Consecuencias no deseadas
Información adicional: riesgo existencial de la inteligencia artificial general
Muchos investigadores han argumentado que, por medio de una "explosión de inteligencia" en algún momento del siglo XXI, una IA que se mejora a sí misma podría llegar a ser tan inmensamente más poderosa que los humanos que no podríamos evitar que logre sus objetivos. En su documento "Aspectos éticos en la inteligencia artificial avanzada", el filósofo Nick Bostrom sostiene que la inteligencia artificial tiene la capacidad de provocar la extinción humana. Afirma que la superinteligencia general sería capaz de iniciar sus propios planes, y, por lo tanto, podría considerarse más apropiadamente como un agente autónomo. Como los intelectos artificiales no necesitan compartir nuestras tendencias motivacionales humanas, los diseñadores de la superinteligencia deberían especificar sus motivaciones originales. En teoría, una IA superinteligente podría generar casi cualquier resultado posible y frustrar cualquier intento de evitar la implementación de su objetivo principal, podrían surgir muchas consecuencias involuntarias no controladas. Podría matar a todos los demás agentes, persuadirlos de cambiar su comportamiento o bloquear sus intentos de interferencia.
Sin embargo, en lugar de abrumar a la raza humana y llevar a nuestra destrucción, Bostrom también ha afirmado que la súper inteligencia puede ayudarnos a resolver muchos problemas difíciles como la enfermedad, la pobreza y la destrucción ambiental, y podría ayudarnos a "mejorar" a nosotros mismos.
La gran complejidad de los sistemas de valores humanos hace que sea muy difícil hacer que las motivaciones de IA sean amigables para los humanos. A menos que la filosofía moral nos proporcione una teoría ética impecable, la función de utilidad de una IA podría permitir muchos escenarios potencialmente dañinos que se ajusten a un marco ético dado pero no al "sentido común". Según Eliezer Yudkowsky, hay pocas razones para suponer que una mente diseñada artificialmente tendría tal adaptación.
Bill Hibbard propone un diseño de inteligencia artificial que evita varios tipos de comportamiento involuntario de la IA, incluido el autoengaño, las acciones instrumentales involuntarias y la corrupción del generador de recompensas.

## Amenaza a la dignidad humana
Artículo principal: Poder del ordenador y razón humana
Joseph Weizenbaum argumentó en 1976 que la tecnología de IA no debería usarse para reemplazar a las personas en puestos que requieren respeto y cuidado, como cualquiera de estos:
- Un representante de servicio al cliente (la tecnología IA ya se usa hoy en día para los sistemas de respuesta de voz interactiva telefónicas)

- Un terapeuta (como fue propuesto por Kenneth Colby en la década de 1970)

- Una niñera (como lo sugirió Pamela McCorduck en su libro The Fifth Generation)

- Un soldado

- Un juez

- Un agente de policía

Weizenbaum explica que necesitamos auténticos sentimientos de empatía de las personas en estos puestos. Si las máquinas los reemplazan, nos encontraremos alienados, devaluados y frustrados. La inteligencia artificial, si se usa de esta manera, representa una amenaza para la dignidad humana. Weizenbaum argumenta que el hecho de que estemos proponiéndonos la posibilidad de máquinas en estas posiciones sugiere que hemos experimentado una "atrofia del espíritu humano que proviene de pensar en nosotros mismos como máquinas".
Pamela McCorduck contesta que, hablando en nombre de las mujeres y las minorías "Prefiero arriesgarme con una máquina imparcial", señalando que hay condiciones en las que preferiríamos tener jueces y policías automatizados que no tengan un gen personal. El fundador de AI John McCarthy objeta el tono moralizante de la crítica de Weizenbaum. "Cuando moralizar es a la vez vehemente y vago, invita al abuso autoritario", escribe.
Bill Hibbard escribe que "La dignidad humana exige que nos esforcemos por eliminar nuestra ignorancia de la naturaleza de la existencia, y IA es necesaria para ese esfuerzo".

## Algoritmos opacos
Enfoques como el aprendizaje automático con redes neuronales pueden dar lugar a que las computadoras tomen decisiones que ellas mismas y los seres humanos que las programaron no pueden explicar. Es difícil para las personas determinar si dichas decisiones son justas y confiables, lo que puede llevar a que el sesgo en los sistemas de inteligencia artificial pase desapercibido o a que las personas rechacen el uso de tales sistemas. Las fuentes de entrenamientos que reciben estas máquinas son opacas de cara al público, no se sabe de donde ha sacado la información que proporciona y tampoco es posible verificarlas y establecer si son de fiar. Esto ha llevado a la defensa y, en algunas jurisdicciones, a la exigencia legal de una inteligencia artificial explicada. La inteligencia artificial explicada abarca tanto la explicabilidad y la interpretabilidad, estando la explicabilidad relacionada con resumir el comportamiento de una red neuronal y generar confianza en el usuario, mientras que la interpretabilidad es definida como la comprensión de lo que ha hecho un modelo o de lo que podría hacer.

## Transparencia y código abierto
Bill Hibbard argumenta que debido a que la IA tendrá un efecto tan profundo en la humanidad, los desarrolladores de IA son representantes de la humanidad futura y, por lo tanto, tienen la obligación ética de ser transparentes en sus esfuerzos. Ben Goertzel y David Hart crearon OpenCog como un marco de código abierto para el desarrollo de inteligencia artificial. OpenAI es una compañía de investigación de IA sin fines de lucro creada por Elon Musk, Sam Altman y otros para desarrollar IA de código abierto beneficiosa para la humanidad. Hay muchos otros desarrollos de inteligencia de código abierto.

## Estatus moral de las inteligencias artificiales
Globalmente se acepta que las inteligencias artificiales no tienen un estatus moral. Es posible modificar programas libremente sin que estos se percaten de lo que está haciendo, por lo que los dilemas morales no son ejercidos sobre el algoritmo sino sobre la gente que utiliza el sistema.
Hay dos criterios importantes que se toman en cuenta cuando se habla de un estatus moral: la sensibilidad y la sapiencia. La sensibilidad se refiere a la capacidad de sentir y la sapiencia es un conjunto de características que se asocian con un ente de inteligencia superior, como la autoconciencia y la respuesta racional. Es posible la existencia de un estatus moral parcial como sucede en el caso de los animales, quienes sienten pero no tienen sapiencia; de ahí que los humanos, en comparativa, poseen un estatus moral superior.
Ahora bien, si se llega a crear una inteligencia artificial sensible y que, además, posea la misma capacidad de sapiencia de un adulto humano, la máquina y el humano tendrían el mismo estatus moral. Este concepto se basa en el Principio No Discriminatorio Ontogénico, que indica que si dos seres tienen la misma funcionalidad, la misma experiencia consciente y solo difieren en el sustrato de su implementación, tienen el mismo estatus moral ya que si se rechaza el sustrato, dicho rechazo es equivalente a un repudio por el color de piel o la raza, convirtiéndolo en racismo. El sustrato no dice que una inteligencia artificial es consciente y que pueda tener la misma funcionalidad que un ser humano, por lo que el estatus moral no depende de cómo fueron concebidos los agentes. Esta idea es bastante aceptada por las sociedades en general.
Si estas dos instancias estatutarias son aceptadas, entonces se deben de tomar en cuenta el planteamiento de nuevas preguntas éticas. Estos nuevos cuestionamientos pueden surgir dado que una mente artificial podría tener comportamientos diferentes a los de un humano o a los de un animal, por lo que se debe considerar cómo dichos comportamientos pueden afectar el estatus moral de las inteligencias artificiales.

## Derechos de autor de la inteligencia artificial
La incertidumbre que rodea la propiedad de obras producidas por inteligencia artificial es una de las cuestiones éticas más importantes a las que se enfrenta este campo hoy en día. Esta cuestión se vuelve más compleja a medida que los sistemas de IA se vuelven más hábiles para producir obras originales de arte y literatura. Preocupaciones acerca de la propiedad intelectual, la justa recompensa y el reconocimiento de contribuciones creativas surgen debido a la falta de una autoría inequívoca. Para diseñar normas que reconozcan el rol colaborativo tanto de creadores humanos como de la propia IA, los marcos éticos deben abordar la naturaleza evolutiva de la creatividad en la era digital. Para navegar el mundo de obras generadas por IA, es crucial encontrar un equilibrio entre fomentar la innovación y proteger los derechos de los creadores. Esto permitirá asegurar que las ventajas de los avances tecnológicos se distribuyan de una forma en la que se respeten las diversas contribuciones de agentes humanos y artificiales.
 Este artículo explora la relación dinámica entre autoría y derechos de autor de obras generadas por ordenador, especialmente aquellas producidas por inteligencia artificial (IA). Parte de un punto de vista histórico, señalando que, hasta hace poco, los programas informáticos se consideraban herramientas que requerían de intervención humana para producir obras creativas. Sin embargo, desde la aparición de la inteligencia artificial (IA), el equilibrio ha cambiado, y ahora los ordenadores dotados de IA son capaces de tomar decisiones y crear obras por sí mismos.
La asignación de la autoría a las obras generadas por IA y las resultantes  ramificaciones para la protección de los derechos de autor son las principales cuestiones en discusión. El estudio examina tres posibles soluciones a este problema: conceder la autoría a la IA y colocar la “creatividad humana” y la “creatividad de las máquinas” al mismo nivel; rechazar la autoría y colocar las obras generadas por IA en el dominio público; o crear un framework sui géneris dedicado únicamente a obras generadas por inteligencia artificial. En el artículo se examinan las ramificaciones de considerar a la IA como autora, suscitando preocupaciones acerca de cuestiones como: el contenido venenoso o sesgado, los problemas para determinar la culpabilidad legal de obras producidas por IA, y la incapacidad de la IA para transferir la propiedad. Los derechos morales relacionados con los derechos de autor también se examinan en el estudio, aunque se señala que estos derechos se centran esencialmente en el ser humano y podrían no aplicarse a la IA.
Como demuestra la deliberación del Parlamento Europeo acerca de las “personas electrónicas”, se investiga la posibilidad de conceder una condición jurídica a entidades IA. Se reporta que un robot IA humanoide fue concedido la ciudadanía en Arabia Saudí, lo que plantea la pregunta de qué derechos y obligaciones tendrán las criaturas IA en un futuro.
El artículo aborda el plazo de los derechos de autor de obras creadas por IA, señalando que el motivo principal para la protección de los derechos de autor -que se basa en la vida finita y la labor de los autores humanos- es puesto en duda por la IA, la cual es eterna y no propensa al cansancio. Además, se hace hincapié en los retos a los que se enfrenta la IA a la hora de liquidar regalías y defender los derechos de autor.
Se presentan varias interpretaciones legales de distintas jurisdicciones, como la CDPA (Copyright, Designs and Patents Act 1988), la cual define “obras generadas por ordenador” y atribuye la autoría a la persona encargada de realizar los preparativos para la obra. También se discute el punto de vista australiano, según el cual se le otorga derechos de autor al desarrollador del código fuente de una máquina IA, pero no a las obras generadas por IA ya que no hay participación humana. El artículo cuestiona la idea de que humanos e IA puedan ser coautores de obras, sosteniendo que, dado que los humanos no supervisan todos los aspectos de la IA, faltan contribuciones únicas. Aconseja determinar la autoría caso por caso.
Con el fin de reducir las interferencias con la normativa de derechos de autor actual, el artículo sugiere adoptar plazos de derechos de autor más cortos como parte de su análisis de la viabilidad de un sistema sui géneris para salvaguardar las obras generadas por IA. Se entiende que puede haber efectos negativos y que se requiere una verdadera divulgación cuando se trata del rol de la IA en el proceso creativo.

## La inteligencia artificial aplicadas a las Armas
Algunos expertos y académicos han cuestionado el uso de robots para el combate militar, especialmente cuando se les da a estos robots cierto grado de funciones autónomas. La Marina de Estados Unidos ha financiado un informe que indica que los robots militares se vuelven más complejos, debe prestarse mayor atención a las implicaciones de su capacidad para tomar decisiones autónomas. Un investigador afirma que los robots autónomos podrían ser más humanos, ya que podrían tomar decisiones con mayor eficacia.
Dentro de esta última década, ha habido una investigación intensiva en el poder autónomo con la capacidad de aprender utilizando las responsabilidades morales asignadas. "Los resultados pueden ser utilizados al diseñar futuros robots militares, para controlar tendencias no deseadas para asignar responsabilidad a los robots". Desde una perspectiva consecuencialista, existe la posibilidad de que los robots desarrollen la capacidad de tomar sus propias decisiones lógicas sobre quién matar y por eso debe haber un marco moral establecido que la IA no puede anular.
Ha habido una protesta reciente con respecto a la ingeniería de las armas de la inteligencia artificial y ha incluso fomentado para arriba ideas de una toma de posesión del robot de la humanidad. Las armas de la IA presentan un tipo de peligro distinto al de las armas controladas por los seres humanos. Muchos gobiernos han comenzado a financiar programas para desarrollar el armamento de AI. La Armada de los Estados Unidos anunció recientemente planes para desarrollar armas autónomas de aviones no tripulados, paralelamente a anuncios similares de Rusia y Corea, respectivamente. Debido a la posibilidad de que las armas de la IA se vuelvan más peligrosas que las armas humanas, Stephen Hawking y Max Tegmark han firmado una petición de Futuro de la Vida para prohibir las armas de la IA. El mensaje publicado por Hawking y Tegmark indica que las armas de la IA representan un peligro inmediato y que se requieren medidas para evitar desastres catastróficos en un futuro próximo.
"Si alguna potencia militar importante avanza con el desarrollo de armas de AI, una carrera armamentista mundial es prácticamente inevitable y el punto final de esta trayectoria tecnológica es obvio: las armas autónomas se convertirán en los Kalashnikov de mañana", dice la petición, El cofundador de Skype Jaan Tallinn y el profesor de lingüística del MIT Noam Chomsky como partidarios adicionales contra el armamento de la IA.
El físico y astrónomo Royal Sir Martin Rees advirtió de casos catastróficos como "robots mudos que se hacen pícaros o una red que desarrolla una mente propia". Huw Price, un colega de Rees en Cambridge, ha expresado una advertencia similar de que los seres humanos pueden no sobrevivir cuando la inteligencia "escapa a las limitaciones de la biología". Estos dos profesores crearon el Centro para el Estudio del Riesgo Existencial en la Universidad de Cambridge con la esperanza de evitar esta amenaza a la existencia humana.
En cuanto al potencial de sistemas militares más inteligentes que los militares, el Proyecto Open Philanthropy escribe que este escenario "parece ser importante como riesgos relacionados con el control", pero que las organizaciones de investigación que investigan el impacto social de largo plazo de AI tienen (MIRI) Y el Instituto del Futuro de la Humanidad (FHI), que ha sido un foco importante para las organizaciones que han estado activas en este espacio, como el Instituto de Investigación de Inteligencia de Máquina (MIRI), y parece haber habido menos análisis y debate Respecto a ellos."

## Singularidad
Muchos investigadores han argumentado que, por medio de una “explosión de inteligencia”, una IA auto-mejorable podría convertirse tan poderosa que los humanos serían incapaces de evitar que consiga sus objetivos. En su artículo "Ethical Issues in Advanced Artificial Intelligence” y su subsiguiente libro Superintelligence: Paths, Dangers, Strategies, el filósofo Nick Bostrom sostiene que la inteligencia artificial tiene la capacidad de provocar la extinción humana. Afirma que la superinteligencia sería capaz de tener iniciativa propia y de idear sus propios planes, por lo que sería más adecuado considerarla un agente autónomo. Puesto que los intelectos artificiales no comparten nuestras tendencias motivacionales humanas, dependería de los diseñadores de la superinteligencia especificar sus motivaciones originales. Ya que una IA superinteligente sería capaz de ocasionar casi cualquier posible desenlace, y de frustrar cualquier intento de impedir sus objetivos, podrían surgir muchas consecuencias imprevistas. Además, podría terminar con cualquier otro agente, persuadirles a cambiar su comportamiento, o bloquear sus intentos de interferencia.
Sin embargo, en lugar de abrumar a la raza humana y conducirla a su destrucción, Bostrom también afirma que la superinteligencia podría ayudarnos a solucionar muchos problemas de difícil solución, como las enfermedades, la pobreza y la destrucción medioambiental.
La mera complejidad de los sistemas de valores humanos hace muy difícil que las motivaciones de la IA sean amigables. Al menos que la filosofía moral nos proporcione una teoría ética perfecta, la función utilitaria de la IA permitiría la aparición de muchos escenarios potencialmente dañinos que se ajusten a un determinado marco ético pero no al “sentido común”. Según Eliezer Yudkowsky, hay pocas razones para suponer que una mente diseñada de forma artificial presentaría tal adaptación. Investigadores de IA como Stuart J. Russell, Bill Hibbard, Roman Yampolskiy, Shannon Vallor, Steven Umbrello y Luciano Floridi han propuesto estrategias de diseño para desarrollar máquinas beneficiosas.

## Organizaciones
Amazon, Google, Facebook, IBM y Microsoft han establecido una asociación sin fines de lucro para formular las mejores prácticas en tecnologías de inteligencia artificial, mejorar la comprensión del público y servir como una plataforma sobre inteligencia artificial. Ellos declararon: "Esta asociación en AI conducirá investigaciones, organizará discusiones, proporcionará liderazgo de pensamiento, consultará con terceros relevantes, responderá preguntas del público y medios, y creará material educativo que fomentará la comprensión de las tecnologías de inteligencia artificial, incluida la percepción de la máquina, el aprendizaje, y razonamiento automatizado ". Apple se unió a otras compañías tecnológicas como miembro fundador de la Alianza de AI en enero de 2017. Los miembros corporativos harán contribuciones financieras y de investigación al grupo, mientras se comprometen con la comunidad científica para llevar académicos al tablero.
En muchos países, además, se están creando fundaciones y asociaciones independientes para intentar profundizar en el desarrollo de los aspectos éticos de los desarrollos en inteligencia artificial y en robótica. Por ejemplo, el 17 de septiembre de 2019 se presentó en Madrid (España), OdiseIA, Observatorio del Impacto Social y Ético de la Inteligencia Artificial.

## En ficción
La película The Thirteenth Floor sugiere un futuro donde los mundos simulados con habitantes sensibles son creados por consolas de juegos de computadora con el propósito de entretenimiento. La película The Matrix sugiere un futuro donde las especies dominantes en el planeta Tierra son máquinas sensibles y la humanidad es tratada con el máximo especismo. El cuento "The Planck Dive" sugiere un futuro en el que la humanidad se ha convertido en un software que se puede duplicar y optimizar, y la distinción relevante entre los tipos de software es consciente y no sensible. La misma idea se puede encontrar en el Emergency Medical Hologram de Starship Voyager, que es una copia aparentemente sensible de un subconjunto reducido de la conciencia de su creador, el Dr. Zimmerman, quien, por los mejores motivos, ha creado el sistema para dar información médica. asistencia en caso de emergencias. Las películas Bicentennial Man y A.I. lidiar con la posibilidad de robots sensibles que puedan amar. Yo, Robot, exploró algunos aspectos de las tres leyes de Asimov. Todos estos escenarios intentan prever consecuencias posiblemente no éticas de la creación de computadoras sensibles.
La ética de la inteligencia artificial es uno de varios temas centrales en la serie de juegos Mass Effect de BioWare. Explora el escenario de una civilización que accidentalmente crea IA a través de un aumento rápido en el poder computacional a través de una red neuronal a escala global. Este evento provocó un cisma ético entre aquellos que consideraban que otorgar derechos orgánicos a Geth nuevamente consciente era apropiado y aquellos que continuaron viéndolos como maquinaria desechable y lucharon para destruirlos. Más allá del conflicto inicial, la complejidad de la relación entre las máquinas y sus creadores es otro tema recurrente a lo largo de la historia.
Con el tiempo, los debates han tendido a centrarse cada vez menos en la posibilidad y más en la deseabilidad, como se enfatiza en los debates "Cosmista" y "Terran" iniciados por Hugo de Garis y Kevin Warwick. Un cosmista, según Hugo de Garis, en realidad está buscando construir sucesores más inteligentes para la especie humana.

## Literatura
- La bibliografía estándar de la ética de la inteligencia artificial en PhilPapers. Una reciente colección es V.C. Müller(ed.)(2016)

## Iniciativas intergubernamentales
En los últimos años ha habido un aumento en la atención que se presta a la ética en la inteligencia artificial (IA) y ha habido varias iniciativas intergubernamentales que buscan abordar esta cuestión. A continuación, se presentan algunas de las principales iniciativas intergubernamentales sobre ética en la IA:
1. Grupo de expertos de alto nivel sobre inteligencia artificial (AI HLEG) de la Comisión Europea: El grupo de expertos fue establecido en abril de 2018 por la Comisión Europea y está compuesto por expertos en IA de diferentes campos y sectores.[57] El objetivo del grupo es asesorar a la Comisión sobre la ética y el desarrollo de la IA en Europa. El 8 de abril de 2019, publicó sus "Directrices Éticas para una Inteligencia Artificial Confiable".[58] La Comisión Europea publicó un Libro Blanco sobre la excelencia y la confianza en la innovación de la inteligencia artificial el 19 de febrero de 2020.[59][60] Además, la Comisión Europea propuso la Ley de Inteligencia Artificial
2. Grupo de Trabajo sobre Inteligencia Artificial y Derechos Humanos de la Organización de las Naciones Unidas (ONU): En 2018, la Oficina del Alto Comisionado de las Naciones Unidas para los Derechos Humanos estableció un grupo de trabajo sobre la IA y los derechos humanos para explorar las implicaciones éticas de la IA en el ámbito de los derechos humanos.[61][62]
3. El Foro Económico Mundial anunció el lanzamiento de la Global AI Action Alliance[63] (GAIA), una nueva iniciativa emblemática para acelerar la adopción de inteligencia artificial inclusiva, transparente y confiable a nivel mundial. Reúne a más de 100 empresas, gobiernos, organizaciones de la sociedad civil e instituciones académicas.
4. Iniciativa Global sobre Ética en la Inteligencia Artificial de la Organización para la Cooperación y el Desarrollo Económico (OCDE): En 2019, la OCDE lanzó una iniciativa global sobre ética en la IA con el objetivo de desarrollar principios éticos para la IA que sean aplicables a nivel mundial.[64] La iniciativa cuenta con la participación de representantes de gobiernos, empresas, la sociedad civil y el mundo académico.[65]
5. Cumbre Mundial sobre la Sociedad de la Información (CMSI) de las Naciones Unidas: La CMSI es una iniciativa intergubernamental que tiene como objetivo promover el acceso a la tecnología de la información y la comunicación (TIC) en todo el mundo. En su plan de acción adoptado en 2015, la CMSI reconoció la importancia de la ética en la IA y la necesidad de abordar las implicaciones éticas y sociales de la IA. En 2019 se publicó su informe sobre los resultados de la cumbre.[66]
6. En 2021, la UNESCO aprobó la Recomendación sobre la Ética de la Inteligencia Artificial,[67] la primera norma mundial sobre la ética de la IA.[68]

Estas son solo algunas de las iniciativas intergubernamentales sobre ética en la IA que se están llevando a cabo en la actualidad. Es importante destacar que también hay muchas iniciativas de la sociedad civil, la industria y el mundo académico que buscan abordar esta cuestión y promover un desarrollo ético de la IA.

## Iniciativas gubernamentales en España
En España también hay iniciativas gubernamentales relacionadas con la ética en la inteligencia artificial. Aquí hay algunas de ellas:
1. Estrategia Nacional de Inteligencia Artificial española: En 2020, el Gobierno de España presentó su Estrategia española de IA, que tiene como objetivo situar al país como referente en el desarrollo y uso de la IA, garantizando al mismo tiempo su uso ético y responsable. Es uno de los ejes de la Agenda España Digital 2026.[69] La estrategia establece cuatro pilares fundamentales: investigación e innovación, transformación digital, formación y capacitación, y ética y derechos humanos.[70]
2. Observatorio Nacional de Inteligencia Artificial: El Observatorio Nacional de Inteligencia Artificial, creado en 2020, tiene como objetivo monitorizar el desarrollo y la aplicación de la IA en España, así como fomentar el debate sobre sus implicaciones éticas y sociales. El observatorio está compuesto por expertos en el ámbito de la IA, la ética y los derechos humanos.[71][72]
3. Consejo Asesor de Inteligencia Artificial: El Ministerio de Asuntos Económicos y Transformación Digital creó en 2020 un Grupo de Trabajo sobre Ética en la IA, que tiene como objetivo asesorar al Gobierno sobre las implicaciones éticas de la IA y desarrollar recomendaciones para el desarrollo y uso responsable de esta tecnología.[73]
4. La Agencia Española de Protección de Datos, tiene como objetivo analizar las implicaciones de la IA en la protección de datos personales y promover el desarrollo de herramientas y metodologías para garantizar su protección en el contexto de la IA.[74] La iniciativa se enmarca en el compromiso del Gobierno español de promover el desarrollo y uso responsable de la IA, respetando los derechos fundamentales y los valores democráticos. El Observatorio está compuesto por expertos en el ámbito de la IA y la protección de datos, y cuenta con el apoyo de la comunidad científica, el sector empresarial y la sociedad civil. Sus actividades y resultados son públicos y están disponibles en la web de la AEPD.[75][76]
5. El ministerio de energía, turismo y agenda digital, ayuda con creación del Grupo de Sabios sobre Inteligencia Artificial y Big Data. El grupo está compuesto por nueve expertos multidisciplinares procedentes de diversos ámbitos de la sociedad.[77]

## Iniciativas académicas
Hay varias iniciativas académicas relevantes en el ámbito de la ética de la inteligencia artificial. Algunas de ellas son:
1. El Instituto de Investigación en Inteligencia Artificial (IIIA) del Consejo Superior de Investigaciones Científicas (CSIC) cuenta con un grupo de investigación en ética de la IA que se centra en el desarrollo de marcos éticos y jurídicos para la IA.[78]
2. El Centro de Ética de la Universidad de Deusto[79] tiene un grupo de investigación dedicado a la ética de la IA, que aborda temas como la justicia algorítmica, la privacidad y la responsabilidad ética.[80]
3. La Universidad Politécnica de Cataluña cuenta con el Observatorio de la Inteligencia Artificial y las Nuevas Tecnologías, que se centra en el estudio y análisis de los aspectos éticos y sociales de la IA.[81]
4. La Universidad de Granada cuenta con el Máster de Formación Permanente en Inteligencia Artificial, Ética y Derecho, que se centra en la ética de la tecnología y la responsabilidad social de las empresas.[82][83]

Estas iniciativas académicas trabajan en estrecha colaboración con otras organizaciones y empresas en España para fomentar la reflexión y el debate sobre la ética de la IA en el país.